# Dobrosław Mater
Dobrosław Mater (ur. 4 października 1927 w Łodzi, zm. 1 maja 1997 tamże) – polski aktor teatralny i filmowy.

## Życiorys
Syn Kazimierza. W roku 1945 występował w krakowskich zespołach wojskowych. Ukończył w 1949 roku Państwową Wyższą Szkołę Aktorską w Krakowie. Debiutował na scenie teatralnej 27 marca 1947 roku rolą Jozjasza w Judaszu z Kariothu Karola H. Rostworowskiego w Miejskich Teatrach Dramatycznych w Krakowie. Po studiach znalazł się w grupie założycielskiej Teatru Nowego w Łodzi, na deskach którego występował przez następne czterdzieści lat (1949–1989). Od roku 1950 występował w Teatrze Polskiego Radia, od 1960 w spektaklach Teatru Telewizji. W 1955 roku wyreżyserował pierwszy spektakl w Łódzkim Teatrze Satyry „Pstrąg”.
Pochowany na części katolickiej cmentarza na Dołach w Łodzi.

## Filmografia
- Człowiek na torze (1956), reż. A. Munk – pasażer pociągu
- Trzy kobiety (1956), reż. S. Różewicz – mężczyzna na potańcówce w folwarku
- Rzeczywistość (1960), reż. A. Bohdziewicz – sekretarz starosty
- Szklana góra (1960), reż. P. Komorowski – kelner
- Jadą goście jadą... (1962), reż. A. Trzos – dziennikarz
- Szpital (1962), reż. J. Majewski – lekarz
- Kryptonim Nektar (1963), reż. L. Jeannot – charakteryzator w WFF we Wrocławiu
- Ostatni kurs (1963), reż. J. Batory – barman
- Powrót doktora von Kniprode (odc. 1; 1965), reż. H. Drapella – Niemiec przy pakowaniu kufra
- Przygody pana Michała (odc. 13; 1969), reż. P. Komorowski
- Znachor (1981), reż. J. Hoffman
- Kobieta z prowincji (1984), reż. A. Barański
- Diabelskie szczęście (1985), reż. F. Trzeciak – pijak

## Spektakle Teatru Telewizji
- Kameliowy trop (1960), reż. K. Oracz
- Korsarz i Lady (1960), reż. J. Warmiński
- Wierna rzeka (1960), reż. J. Antczak
- Ziemia obiecana (1967), reż. T. Woronkiewicz
- Rewizor (1969), reż. R. Zatorski – lekarz powiatowy
- Świat się kończy (1970), reż. J. Kłosiński
- Ministerstwo strachu (1971), reż. M. Małysz
- Wizja lokalna (1972), reż. T. Woronkiewicz – Aniołek
- Sąd ostateczny (1973), reż. T. Minc – komiwojażer

## Ordery i odznaczenia
- Srebrny Krzyż Zasługi (11 lipca 1955)[1]
- Brązowy Krzyż Zasługi (19 sierpnia 1946)[4]